# سبزشویی

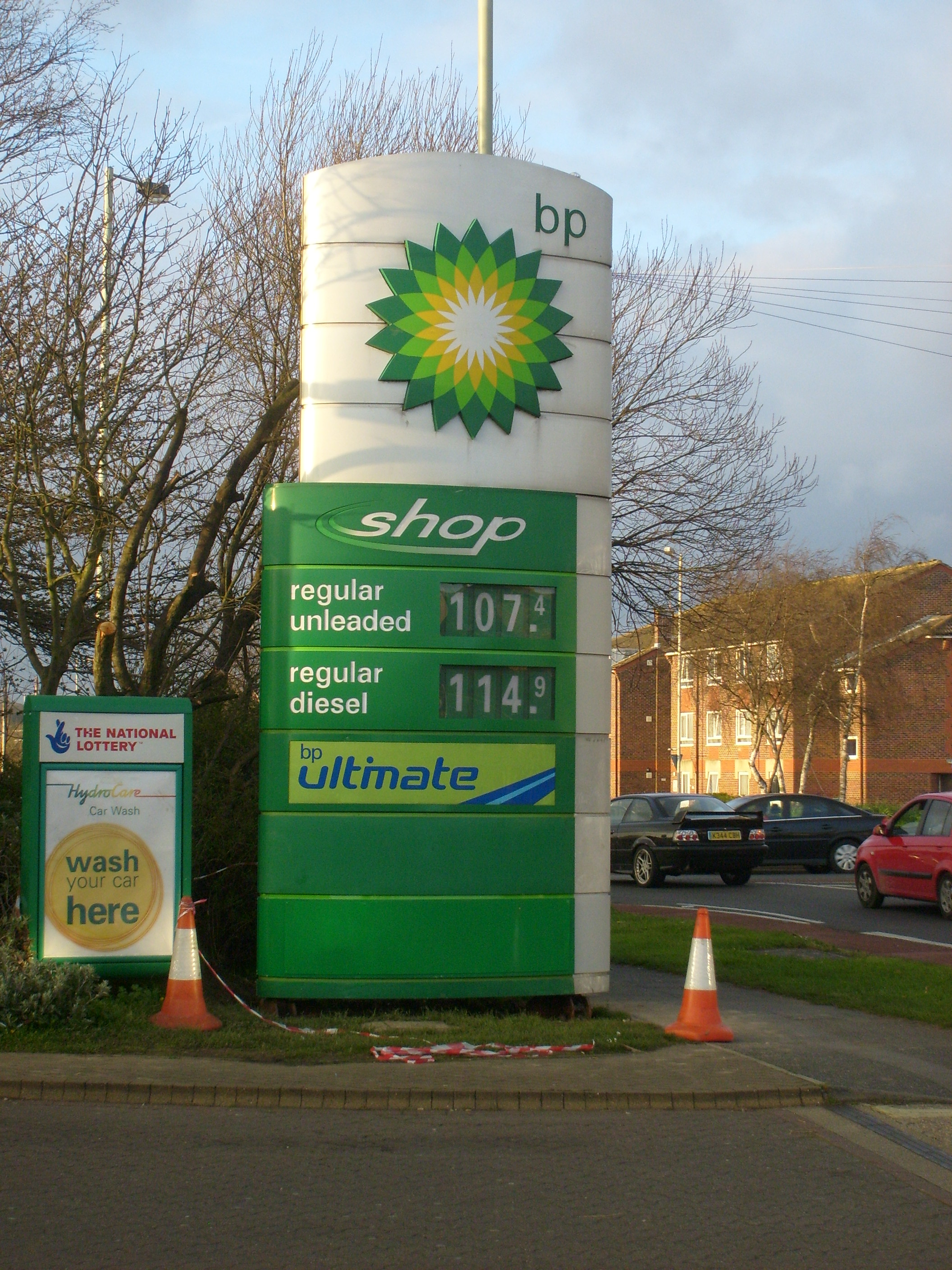
یک کیوسک حمایت از محیط زیست

سبزشویی (به انگلیسی: Greenwashing) واژه‌ای است که به دورویی انسان‌های به‌ظاهر دوستدار محیط زیست اشاره دارد به این صورت که با نام حمایت از محیط زیست به محیط زیست و به جامعه انسانی صدمه می‌زنند. برای اثبات سبزشویی اغلب به این موضوع استناد می‌شود که بیش از آن‌که واقعاً در مسیر دوستی با محیط زیست فعالیت کنند، برای سبز بودن تبلیغ و هزینه می‌کنند.

## تاریخچه
نخستین بار در ۱۹۸۶ محققی نیویورکی به نام جی وسترولت (به انگلیسی: Jay Westervelt) واژهٔ سبزشویی را به معنای دست‌آویز کردنِ دوستدار محیط زیست بودن برای کسب منفعت مالی بیشتر به کار برد. مثال مقالهٔ او نصب پلاکاردی در اتاق هتل‌ها بود با این مضمون که استفادهٔ مجدد از حوله‌ها باعث کاهش مصرف آب و مواد شوینده و در نتیجه کمک به محیط زیست می‌شود. جی وسترولت در مقاله‌اش با طعنه، هدف نصب این پلاکاردها را بیشتر از حفظ محیط زیست، حفظ حوله‌ها نامید؛ چرا که کلاً در صنعت هتل‌داری به شکل وسیع‌تری محیط زیست آلوده می‌شود و شستشوی کمترِ حوله‌ها فقط منجر به منافع بیشتر مالی هتل‌دارها می‌شود و ربط چندانی به حفظ محیط زیست ندارد.